# Boekenclub
Een boekenclub is een doorgaans commerciële organisatie die oorspronkelijk boeken en grammofoonplaten maar later ook producten als cd's en dvd's vaak met korting aanbiedt.

## Werkwijze
Om gebruik te kunnen maken van hun diensten moet men eerst lid van zo'n 'club' worden en verplicht men zich om bijvoorbeeld per kwartaal iets af te nemen. In tegenstelling tot boekwinkels kunnen de leden alleen producten bestellen die in het steeds wisselend assortiment zijn opgenomen. Om hieruit een keuze te maken krijgen de leden informatie via een catalogus of meer recent via internet. Als er niet op tijd een keuze wordt gemaakt dan zitten de leden automatisch vast aan de 'kwartaalkeuze'. Traditioneel zijn deze clubs het eigendom van uitgevers. Uitgevers bieden via boekenclubs boeken tegen een lagere prijs dan de  Wettelijke vaste boekenprijs die in de boekhandel wordt gehanteerd.

## Geschiedenis in Nederland
In Nederland is de oudste boekenclub de Nederlandse Boekenclub (NBC) die al bestond voor de Tweede Wereldoorlog. Naar voorbeeld van de Amerikaanse 'Book of the Month Club' werd het in Den Haag als een familiebedrijf opgericht. In 1948 richtten 5 uitgevers samen De Muiderkring op, later kwamen daarbij de Nederlandse Lezers Kring (NLK, 1966), de Europaclub (1967, toen ze ook in België leden gingen werven werd dat hernoemd tot Europaclub Internationaal wat daarna afgekort werd tot ECI) en Boek en Plaat.
In 1985 nam het Duitse Bertelsmann, dat toen al een meerderheidsbelang had in ECI, de grote concurrent NBC over. Ook de combinatie NLK/Boek en Plaat werd door ECI overgenomen. Lange tijd vielen in Nederland de grote boekenclubs allemaal onder Bertelsmann die ze heeft ondergebracht in de divisie Direct Group. In december 2008 werd ECI echter verkocht aan investeringsgroep Clearwood, geleid door een groep Nederlandse ondernemers. Na een faillissement volgde een doorstart en is ECI in 2014 voortgezet door mediabedrijf Novamedia.